# 헨리크 비에니아프스키

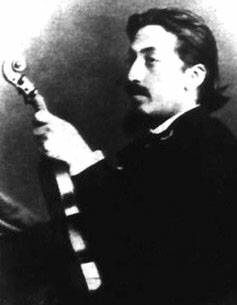
헨리크 비에니아프스키

헨리크 비에니아프스키(폴란드어: Henryk Wieniawski, 1835년 7월 10일 ~ 1880년 3월 31일)는 폴란드의 작곡가이자 바이올리니스트이다.

## 일대기
비에니아프스키는 러시아가 지배하고 있었던 당시, 루블린주 루블린 시에서 태어났으며, 어렸을 때부터 음악에 대한 재능을 나타냈다. 그는 1847년에《대 환상 카프리치오 작품번호 1》을 출판했다. 총 24개 작품이 출판되었다.
비에니아프스키는 이사벨라 햄프턴과 약혼했지만, 이를 이사벨라의 부모가 반대하자 《전설 작품번호 17》을 썼고, 그것으로 부모의 마음을 돌려놓아 1860년 결혼했다.
1860년 안톤 루빈슈타인의 초청으로 상트페테르부르크로 이주하여 1872년까지 살았다. 그곳에 있는 Russian Musical Society에서 그는 바이올린을 가르치면서 오케스트라와 현악 사중주 활동을 했다.
1872년부터 1874년까지 비에니아프스키는 안톤 루빈슈타인과 함께 미국을 여행했다. 1875년에는 브뤼셀에 있는 콘소바토리에서 앙리 비외탕의 후임으로 바이올린 교수를 지냈다. 몇 해 동안 건강이 악화되어 콘서트를 몇 년간 가지지 못했다. 1879년 4월 오데사에서 마지막 콘서트를 갖고 이듬해에 사망했다.
비에니아프스키는 천재적인 바이올리니스트로 여겨지고 있다. 두 개의 바이올린 협주곡을 포함해서 그의 작품은 어려운 기교를 가지고 있어 바이올린 레퍼토리로서 많이 연주되고 있다. 그는 사후에 얻은 명성이 많다. 1952년과 1957년, 폴란드 우편 직인에는 그의 얼굴이 도안되었다. 1979년 주화된 100 즈워티 동전에는 그의 얼굴이 있다. 체코브카 강에 있는 한 도시에는 비에니아프스카라는 이름이 붙었다.
흔히 ‘Russian bow grip’이라고 불리는 기법은 ‘Wieniawski bow grip’이 더 올바른 이름이다. 이는 비에니아프스키가 그의 학생들에게 악마의 트릴을 연주하기 쉽게 하기 위해서 지도했던 기법이기 때문이다.
비에니아프스키는 콘서트 순회 중 모스크바에서 숨졌다. 그의 시신은 바르샤바의 포와즈키 묘지에 안장되어 있다.
첫회의 비에니아프스키 바이올린 콩쿨이 1935년 바르샤바에서 열렸고, 1952년부터 5년마다 국제 콩쿨이 열리고 있다.